# オフィス南
株式会社オフィス南（オフィスみなみ）は、主にものまねタレントが所属する芸能事務所である。ものまねのほかに、お笑い、マジシャン、アーティスト、ダンサー、スポーツ選手、声優、俳優・女優、子役などの育成も行っている。

## 概要
所属タレントは、テレビ・ラジオ・イベントなどに出演。フジテレビ『爆笑そっくりものまね紅白歌合戦スペシャル』には、毎回タレントの出演実績がある。オフィス南の制作番組は、2013年10月～2014年9月 毎週日曜日25：00～25：30 ニッポン放送「カール北川ものまねナイトニッポン」である。

## スタッフ
- 代表取締役社長：南優二
- マネージャー：6名

## タレント
- 栗田貫一
- カール北川
- 野崎鮎
- 上原さくら
- 暁月めぐみ
- 元木敦士
- 小林達也

## ユニット
クリソッツ
- カール北川
- 星野金太郎（イチロー・鈴木雅之　他）
- 矢沢B吉 - （矢沢永吉）ものまね
- まいける井上 - （マイケル・ジャクソン）ものまね
- ケイスケ - （桑田佳祐）ものまね
- HIROMI-（森高千里）ものまね
- こばたつ（Mr.childre 桜井和寿　X JAPAN TOSHI　他）
- 岡田聖子 - （松田聖子）ものまね

キムザイル
- 元木敦士 - （木村拓哉）ものまね
- 松本和也 - （EXILE TAKAHIRO）ものまね

## ものまねタレント
- カール北川
- 矢沢B吉 - （矢沢永吉）ものまね
- まいける井上  - （マイケル・ジャクソン）ものまね
- 星野金太郎  - （イチロー　他）ものまね
- 岡田聖子  - （松田聖子）ものまね
- こばたつ-（Mr.children 桜井和寿　他）
- 野崎鮎-（吉田美和　他）
- 暁月めぐみ-（坂本冬美　他）
- セイラ-（一青窈　中島みゆき　他）
- 英二 - （長渕剛）ものまね
- オフコース小田 - （小田和正）ものまね
- ケイスケ - （桑田佳祐）ものまね
- ハイメ - （ジョニー・デップ）ものまね
- デコピン浜ちゃん - （浜田雅功）ものまね
- HIROMI - （森高千里）ものまね
- 元木敦士 - （木村拓哉）ものまね
- 松本和也 - （EXILE TAKAHIRO）ものまね
- 伊藤忠義- （Kis-My-Ft2 千賀健永）ものまね
- 永田祐輝- （松田翔太）ものまね

## 俳優・女優
- 上原さくら
- 吉村綾香
- ティナクロエ

## マジシャン
- 三上葵
- 聖寿（業務提携）
- HIRO（業務提携）
- KiLa（業務提携）
- YUKI（業務提携）
- LUNA（業務提携）

## アスリート
- 丸山聖（プロゴルファー）